# Élections fédérales suisses de 1967
Les élections fédérales suisses de 1967 se sont déroulées le 29 octobre 1967. Elles ont désigné la 38e législature depuis 1848. Elles portèrent sur le renouvellement des 200 sièges du Conseil national et des 44 sièges au Conseil des États. Les députés furent élus pour une durée de 4 ans.
Au Conseil national, malgré une perte de trois sièges, le Parti socialiste suisse forme toujours le plus grand groupe parlementaire avec 50 élus. Les autres partis gouvernementaux sont en léger recul: les Conservateurs chrétiens-sociaux obtiennent 45 sièges (-3), les Radicaux 49 (-2) et le Parti des paysans, artisans et bourgeois 21 (-1). L’Alliance des Indépendants, avec 16 élus, gagne 6 sièges. Ce sera son meilleur résultat de toute son histoire.
1967 voit également l'élection du première élu d'extrême droite, James Schwarzenbach sur la liste de l'Action nationale contre la surpopulation étrangère au Conseil national, devenu célèbre pour son initiative populaire « contre l'emprise étrangère » demandant que la population étrangère ne dépasse pas 10 % de la population suisse. Ce sera également la dernière fois que le Parti démocratique se présentera aux élections avant qu'une partie ne fusionne avec les Radicaux et une autre partie avec le Parti des paysans, artisans et bourgeois pour former l'Union démocratique du Centre en 1971.
Au Conseil des États, sur 44 sièges, le PSS en perd un (2 au total) que les Radicaux leur reprennent. Le Parti conservateur chrétien-social restent stable avec 18 mandats, le Parti des paysans, artisans et bourgeois en perdit un (3 au total) et l'Union libérale-démocratique et le Parti démocratique restèrent stables avec chacun trois mandats. Parallèlement aux gains enregistrés par l'Alliance des Indépendants à la Chambre basse, ces derniers obtiennent leur premier sénateur.

## Législature 1967-1971
|  | Partis                                             | Sigles | Tendances politiques                  | Sièges au CN | Sièges au CE |
|  | -------------------------------------------------- | ------ | ------------------------------------- | ------------ | ------------ |
|  | Parti socialiste                                   | PSS    | socialiste                            | 50           | 2            |
|  | Parti radical-démocratique                         | PRD    | radical                               | 49           | 14           |
|  | Parti conservateur chrétien-social                 | PCCS   | conservateur                          | 45           | 18           |
|  | Parti des paysans, artisans et bourgeois           | PAB    | agrarien                              | 21           | 3            |
|  | Alliance des Indépendants                          | AdI    | social-libéral                        | 16           | 1            |
|  | Union libérale-démocratique                        | ULD    | libéral/conservateur                  | 6            | 3            |
|  | Parti suisse du Travail                            | PST    | communiste                            | 5            | -            |
|  | Parti démocratique                                 | DEM    | progressiste                          | 3            | 3            |
|  | Parti chrétien-protestant                          | PCP    | conservateur/protestant               | 3            | -            |
|  | Action nationale contre la surpopulation étrangère | AN     | extrême droite/nationaliste/populiste | 1            | -            |
|  | Liste socialiste populaire (VS)                    | LSP    | socialiste                            | 1            | -            |